# 1402 Eri
1402 Eri eller 1936 OC är en asteroid i huvudbältet, som upptäcktes 16 juli 1936 av den tyske astronomen Karl Wilhelm Reinmuth i Heidelberg. Den har fått sitt namn efter den tyska astronomen Erika Kollnig-Schattschneider.
Asteroiden har en diameter på ungefär 14 kilometer.